# Giusy Ferreri Tour Live 2019
Giusy Ferreri Tour Live 2019 è un tour di Giusy Ferreri realizzato nel 2019 per promuovere il suo repertorio, il singolo primaverile Le cose che canto, ed il singolo estivo Jambo, realizzato in collaborazione con Takagi & Ketra ed il cantante giamaicano Omi.

## Storia
Il tour nelle piazze, nelle arene estive, nei festival, e con showcase in eventi musicali nazionali, cominciato con una data zero l'11 maggio 2019, prosegue fino a metà settembre dello stesso anno, per un totale di 38 tappe distribuite nell'arco di cinque mesi, in 15 regioni d'Italia.

## Date
| Data              | Città                  | Regione        | Luogo                                               |
| ----------------- | ---------------------- | -------------- | --------------------------------------------------- |
| 11 maggio 2019    | San Cono               | Sicilia        | Data zero, Piazza Umberto I                         |
| 12 maggio 2019    | Melilli                | Sicilia        | Piazza San Sebastiano                               |
| 1 giugno 2019     | Guglionesi             | Molise         | Piazza Garibaldi                                    |
| 7 giugno 2019     | Terranuova Bracciolini | Toscana        | Piazza della Repubblica                             |
| 8 giugno 2019     | Canepina               | Lazio          | Piazza Primo Maggio                                 |
| 12 giugno 2019    | Roma                   | Lazio          | Stadio dei Marmi - Giochi Senza Barriere (Showcase) |
| 16 giugno 2019    | San Damiano d'Asti     | Piemonte       | Piazza 1275                                         |
| 22 giugno 2019    | Ravarino               | Emilia-Romagna | Rami, Piazza Aldo Moro                              |
| 26 giugno 2019    | Acerra                 | Campania       | Pulcinella Music Festival                           |
| 27 giugno 2019    | Policastro             | Campania       | Porto Turistico                                     |
| 30 giugno 2019    | Vieste                 | Puglia         | Battiti Live (Showcase)                             |
| 5 luglio 2019     | Marina di Ravenna      | Emilia-Romagna | Piazza Dora Marcus                                  |
| 6 luglio 2019     | Pedavena               | Veneto         | Arena Fabbrica Pedavena                             |
| 10 luglio 2019    | Vieste                 | Puglia         | Battiti Live (Showcase)                             |
| 14 luglio 2019    | Martina Franca         | Puglia         | Piazza d'Angiò                                      |
| 15 luglio 2019    | Isola del Liri         | Lazio          | Piazza De Boncompagni                               |
| 17 luglio 2019    | Brindisi               | Puglia         | Battiti Live                                        |
| 21 luglio 2019    | Peschici               | Puglia         | Piazza Sandro Pertini                               |
| 22 luglio 2019    | Cremona                | Lombardia      | Radio Bruno Estate (Showcase)                       |
| 27 luglio 2019    | Città Sant'Angelo      | Abruzzo        | Outlet Village                                      |
| 28 luglio 2019    | Bari                   | Puglia         | Battiti Live (Showcase)                             |
| 29 luglio 2019    | Trentola Ducenta       | Campania       | Jambo Summer Fest                                   |
| 3 luglio 2019     | Matera                 | Basilicata     | Stadio XXI Settembre-Franco Salerno                 |
| 1º agosto 2019    | Mondovì                | Piemonte       | Mondovicino Outlet Village                          |
| 3 agosto 2019     | Molfetta               | Puglia         | Molfetta Outlet Village                             |
| 4 agosto 2019     | Spinetoli              | Marche         | Piazza Kennedy                                      |
| 7 agosto 2019     | Civitanova Marche      | Marche         | Piazza XX Settembre                                 |
| 10 agosto 2019    | Partanna               | Sicilia        | Piazza Falcone Borsellino                           |
| 12 agosto 2019    | Seminara               | Calabria       | Piazza Vittorio Emanuele IIII                       |
| 14 agosto 2019    | Gatteo a Mare          | Emilia-Romagna | Giardini Don Guanella                               |
| 17 agosto 2019    | Lioni                  | Campania       | Piazza IV Novembre                                  |
| 18 agosto 2019    | Siano                  | Campania       | Piazza Borsellino                                   |
| 22 agosto 2019    | Lipari                 | Sicilia        | Piazza Marina Corta                                 |
| 24 agosto 2019    | San Felice Circeo      | Lazio          | Piazzale Riotorto                                   |
| 5 settembre 2019  | Sant'Antonio Abate     | Campania       | End Summer Fest                                     |
| 7 settembre 2019  | Budoni                 | Sardegna       | Piazza Giubileo                                     |
| 8 settembre 2019  | Uta                    | Sardegna       | Piazza Santa Maria                                  |
| 14 settembre 2019 | Lamezia Terme          | Calabria       | Piazza V Dicembre                                   |